# حلزونيات شجرية
حلزونيات شجرية (الاسم العلمي: Achatinellidae)، فصيلة حيوانات من الحلزونات الأرضية وتنتمي الرخويات بطنيات القدم.